# Rząd Florina Cîțu
Rząd Florina Cîțu – rząd Rumunii funkcjonujący od 23 grudnia 2020 do 25 listopada 2021.
Gabinet powstał po wyborach parlamentarnych z 6 grudnia 2020, w których najwięcej mandatów uzyskała opozycyjna Partia Socjaldemokratyczna. Wkrótce po tych wyborach Ludovic Orban, stojący na czele mniejszościowego rządu tworzonego przez Partię Narodowo-Liberalną (PNL), ogłosił swoją rezygnację z funkcji premiera. Tego samego dnia decyzją prezydenta Klausa Iohannisa minister obrony Nicolae Ciucă został pełniącym obowiązki premiera. PNL pozostała u władzy, podpisując wkrótce porozumienie koalicyjne z sojuszem Związku Zbawienia Rumunii (USR) oraz Partii Wolności, Jedności i Solidarności (PLUS), a także z Demokratycznym Związkiem Węgrów w Rumunii (UDMR). Oficjalnym kandydatem tych ugrupowań na premiera został przedstawiciel PNL Florin Cîțu. 22 grudnia Klaus Iohannis desygnował go na tę funkcję, powierzając mu misję utworzenia gabinetu. Następnego dnia rząd został zatwierdzony przez parlament – za zagłosowało 260 posłów do Izby Deputowanych oraz członków Senatu. Gabinet rozpoczął funkcjonowanie tego samego dnia po tym, jak prezydent podpisał dekret o jego powołaniu i dokonał zaprzysiężenia członków rządu.
We wrześniu 2021 doszło do kryzysu w ramach koalicji. Premier doprowadził do odwołania Steliana Iona, któremu zarzucił blokowanie reform rządowych. W konsekwencji z gabinetu w tym samym miesiącu odeszli wszyscy ministrowie rekomendowani przez USR PLUS (ugrupowanie powstałe w międzyczasie z połączenia dwóch koalicjantów).
W październiku 2021 parlament przegłosował wobec gabinetu wotum nieufności. Zakończył urzędowanie ostatecznie 25 listopada tegoż roku, gdy powołany został rząd Nicolae Ciuki.

## Skład rządu
- Premier: Florin Cîțu (PNL)[5]
- Wicepremier: Dan Barna (USR-PLUS, do września 2021)
- Wicepremier: Hunor Kelemen (UDMR)
- Minister finansów: Alexandru Nazare (PNL, do lipca 2021), Dan Vîlceanu (PNL, od sierpnia 2021)
- Minister spraw wewnętrznych: Lucian Bode (PNL)
- Minister spraw zagranicznych: Bogdan Aurescu (PNL)
- Minister sprawiedliwości: Stelian Ion (USR-PLUS, do września 2021)
- Minister obrony narodowej: Nicolae Ciucă (PNL)
- Minister gospodarki, przedsiębiorczości i turystyki: Claudiu Năsui (USR-PLUS, do września 2021)
- Minister energii: Virgil-Daniel Popescu (PNL)
- Minister transportu i infrastruktury: Cătălin Drulă (USR-PLUS, do września 2021)
- Minister rolnictwa i rozwoju wsi: Nechita-Adrian Oros (PNL)
- Minister środowiska, gospodarki wodnej i leśnictwa: Barna Tánczos (UDMR)
- Minister rozwoju, robót publicznych i administracji: Attila Cseke (UDMR)
- Minister inwestycji i projektów europejskich: Cristian Ghinea (USR-PLUS, do września 2021)
- Minister pracy i ochrony socjalnej: Raluca Turcan (PNL)
- Minister zdrowia: Vlad Voiculescu (USR-PLUS, do kwietnia 2021), Ioana Mihăilă (USR-PLUS, od kwietnia 2021, do września 2021)
- Minister edukacji: Sorin Cîmpeanu (PNL)
- Minister badań naukowych, innowacji i cyfryzacji: Ciprian Teleman (USR-PLUS, do września 2021)
- Minister kultury: Bogdan Gheorghiu (PNL)
- Minister młodzieży i sportu: Carol Eduard Novak (UDMR)